# Haard (gebergte)
De Haard is een beboste, 55 km² grote heuvelrug in Duitsland, deelstaat Noordrijn-Westfalen, aan de noordrand van het Ruhrgebied. De benaming is mogelijk Oud-Germaans en heeft dezelfde oorsprong als die van de gebergten Harz en Haardt (beboste helling).
De Haard maakt deel uit van het natuurpark Hohe Mark. De Hohe Mark in engere zin is een nabijgelegen, soortgelijke heuvelrug, maar dan noordelijk van de Lippe, in en om Haltern am See.

## Omringende steden, wateren en wegen
- De Haard wordt in het westen begrensd door de stad Marl en de ten oosten daarvan lopende Autobahn A43, en in het zuidwesten door delen van de gemeente Recklinghausen.
- In het noorden grenst het gebied aan Haltern am See, de Lippe en het Wesel-Dattelnkanaal.
- Ten noordoosten ervan ligt Olfen en ten oosten van de Haard ligt Datteln.
- Het grootste deel van de Haard behoort tot de gemeente Oer-Erkenschwick. De stad van die naam ligt direct tegen de zuidhelling van de Haard aan.

## Afbeeldingen

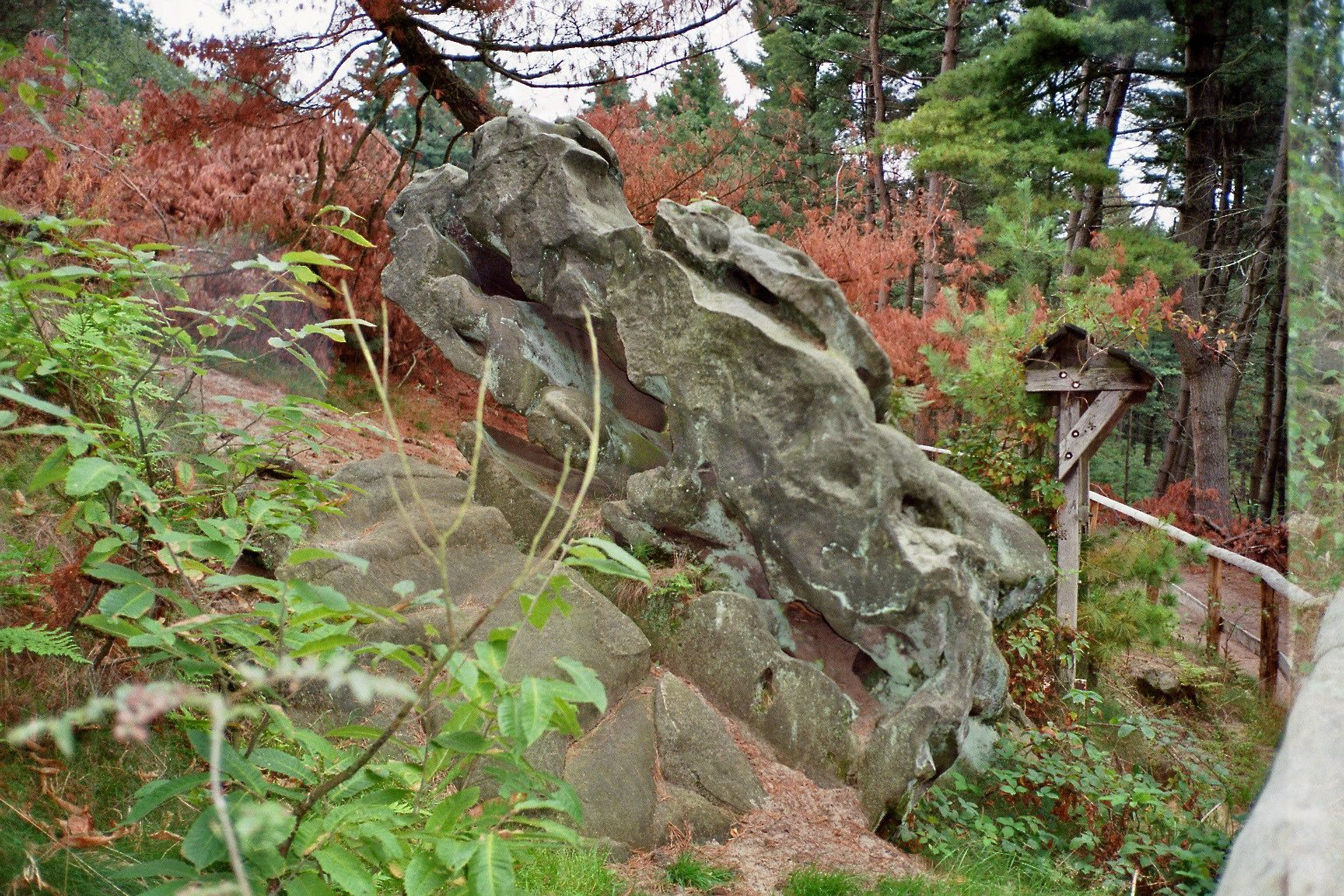
Markante zgn. Schwartensandstein, zwart verkleurde zandsteen
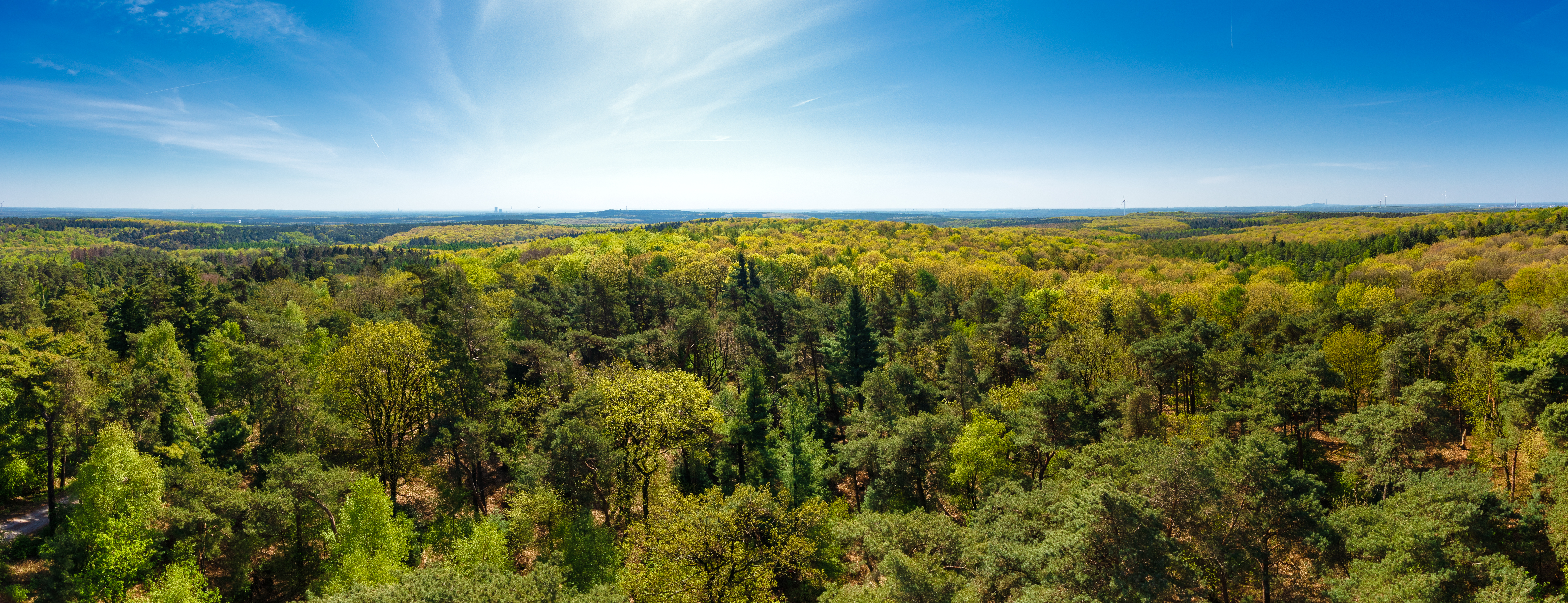
Panorama vanaf de Rennberg

## Markante heuveltoppen
- Stimberg (een verbastering van Steinberg), het met ca. 157 meter boven zeeniveau hoogste punt, slechts 2 km ten noorden van Oer-Erkenschwick. De Stimberg is naamgever geweest voor tal van organisaties en zaken die met Oer-Erkenschwick te maken hebben. Op de Stimberg staat een zendmast van de Bundeswehr, die af en toe, op open dagen van het leger, mag worden bezichtigd.
- Rennberg, 5 km ten ZZO van het centrum van Haltern am See, 138 m hoog, met brandtoren
- Farnberg, 850 m ten NNW van de Stimberg, 136 m hoog, met brandtoren

## Geologie
In het late Krijt spoelde een 300 m dikke laag zeezand aan op een hier gelegen kust. Een deel van deze zogenaamde Halterner Zanden of Halterner Formatie werd later omhoog gedrukt en erodeerde niet, maar klonterde deels samen door chemische processen en werd tot zandsteen samengedrukt. Een deel van deze zandsteen is door een relatief hoog gehalte aan mangaan enigszins zwart gekleurd, vooral aan de zonzijde. Dit voor woestijnen typische geologische verschijnsel heeft zich in Europa uitsluitend hier voorgedaan en heet woestijnlak (Engels: desert varnish, Duits: Wüstenlack).
De Schwartensandstein is van de middeleeuwen tot ver in de 19e eeuw in steengroeves gewonnen voor de bouw van allerlei gebouwen.